# 鹿裕
鹿裕（560年—627年10月1日），字法藏，兖州定陶县（今山东省菏泽市定陶区）人，北周、隋朝、唐朝官员。

## 生平
建德三年（574年），鹿裕在以东宫司射上士为起家官。隋朝开皇二年（582年），鹿裕从蜀王杨秀入蜀，领左库真、大都督。仁寿二年（602年），鹿裕出任鄫州司马。仁寿四年（604年），鹿裕转任东郡濮阳县县令。唐朝武德二年（619年），鹿裕出任司农少卿。武德四年（621年），鹿裕出任龙门镇将，武德六年（623年），鹿裕出任西韩州刺史。贞观元年八月十七日（627年10月1日），鹿裕在京城崇仁里私人住宅中去世，虚岁六十八，同年岁次丁亥十二月己卯朔十七日乙酉（628年1月28日）与夫人李氏合葬于雍州万年县少陵乡之原小陵原。

## 家庭

### 曾祖
- 鹿永吉，东魏尚书左仆射、徐州大行台、定陶侯[1]

### 祖父
- 鹿晓，北周上柱国、兖州刺史、河内郡公[1]

### 父亲
- 鹿善，北周使持节、上柱国、金安齐平兖五州刺史、十州诸军事、河内郡开国公[1]

### 兄弟姐妹
- 鹿愿，隋朝上大将军、信州总管、河内公[1]
- 鹿注

### 夫人
- 李氏，唐景帝李虎孙女，太上皇李渊妹妹[1]